# Exetastes kenagai
Exetastes kenagai là một loài tò vò trong họ Ichneumonidae.